# Clactonien

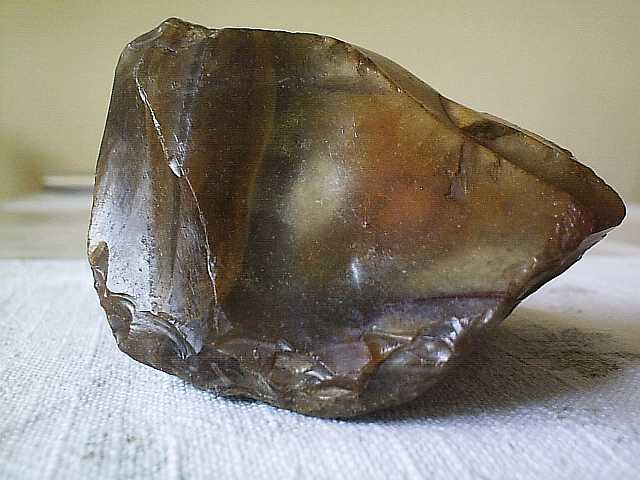
Pěstní klín

Clactonien je staropaloelitická industrie bez pěstních klínů. Koexistovala s acheuléenem, za jehož část je někdy pokládána. Definována byla na základě nálezů v Clacton-on-Sea v anglickém hrabství Essex v roce 1911.